# Ситьково (Московская область)
Ситьково — деревня в Зарайском районе Московской области, в составе муниципального образования сельское поселение Гололобовское (до 28 февраля 2005 года входила в состав Масловского сельского округа).

## География
Ситьково расположено в северо-восточной части Зарайского района, в 16 км на северо-восток от Зарайска. Через деревню протекает безымянный ручей, правый приток реки Рудница, высота центра деревни над уровнем моря — 164 м.

## Население
| 2002 | 2006 | 2010 |
| ---- | ---- | ---- |
| 6    | ↘3   | ↗5   |

## История
Ситьково впервые в исторических документах упоминается в 1790 году как село, с 17 дворами, 139 жителями и Никольской церковью. В 1858 году числилось 47 дворов и 245 жителей, в 1906 году — 52 двора и 410 жителей. В 1929 году был образован колхоз «Пламя», в 1950 году включённый в колхоз им. Молотова (Долговского сельсовета), а в 1960 году — в совхоз «Маслово». До 1939 года — центр Ситьковского сельсовета.